# Sint-Joriskerk (Polch)
De Sint-Joriskerk (St. Georg-Kirche) is een katholieke kerk op het kerkhof aan de zuidelijke stadsrand van Polch, een stad in het Landkreis Mayen-Koblenz in de Duitse deelstaat Rijnland-Palts. De vroegromaanse pijlerbasiliek behoort tot de oudste kerken in de Eifel en is een beschermd monument. 

## Geschiedenis

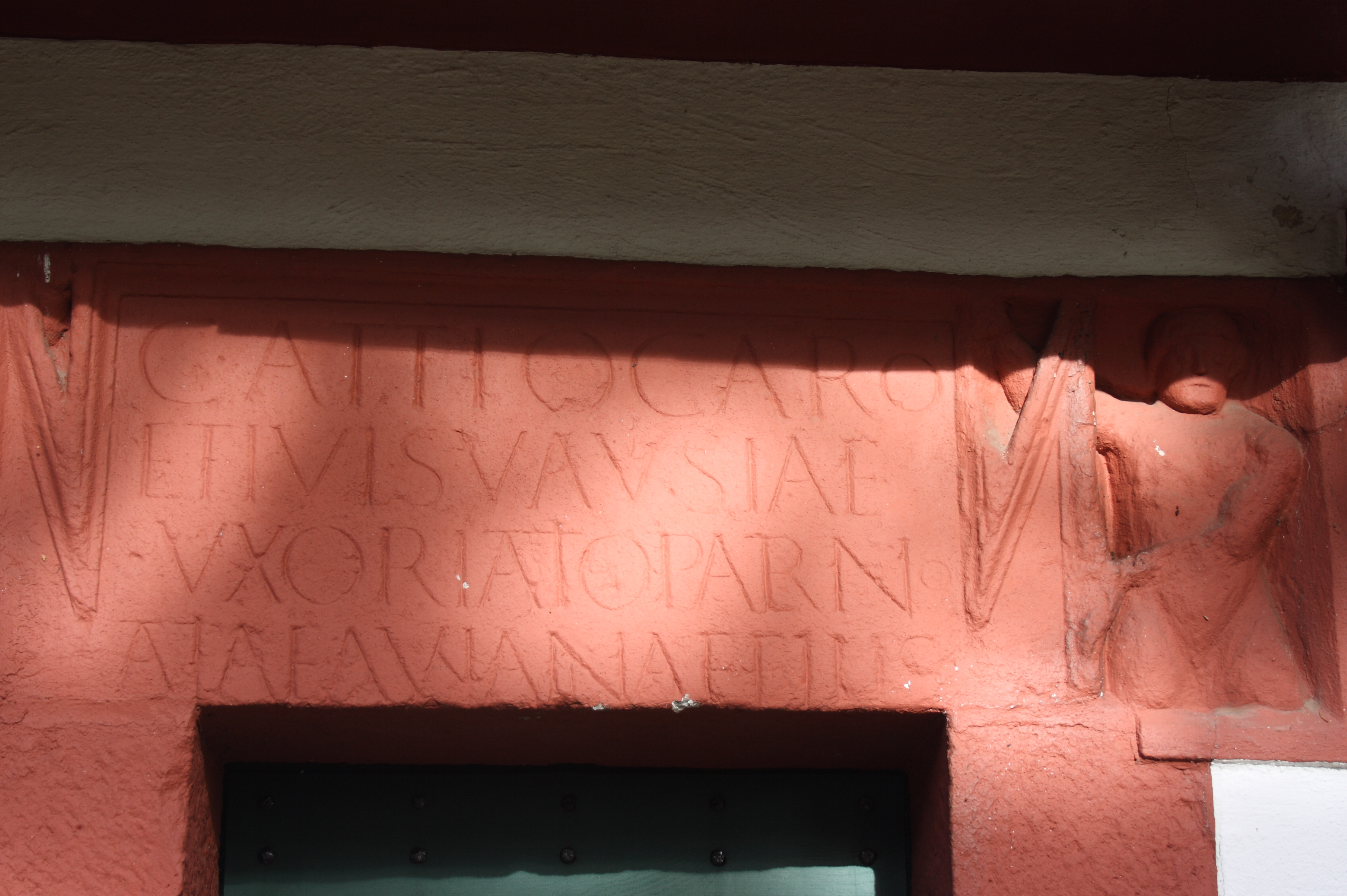
Romeins overblijfsel boven de toegang tot de kerk

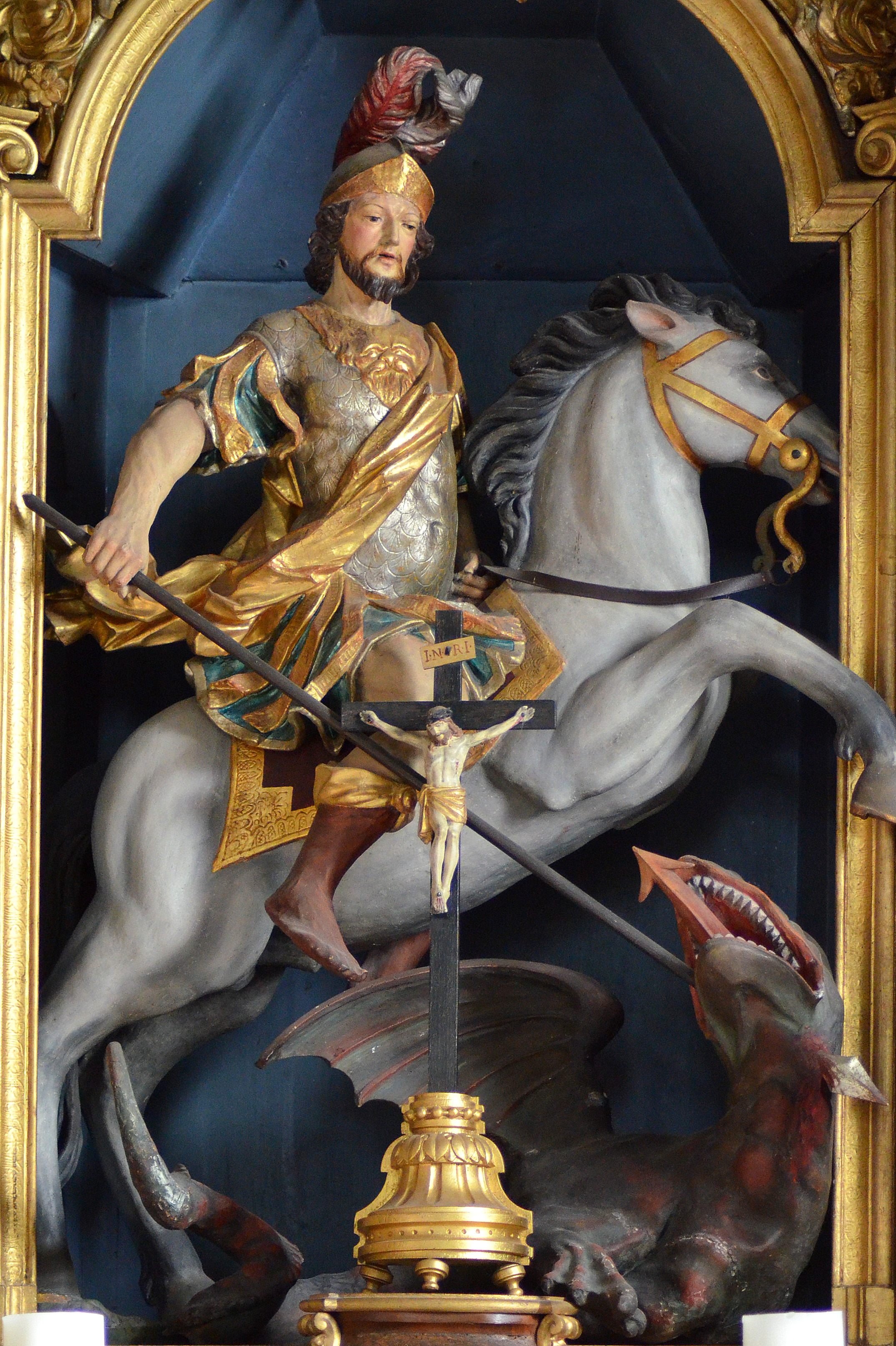
Altaarbeeld van Sint-Joris

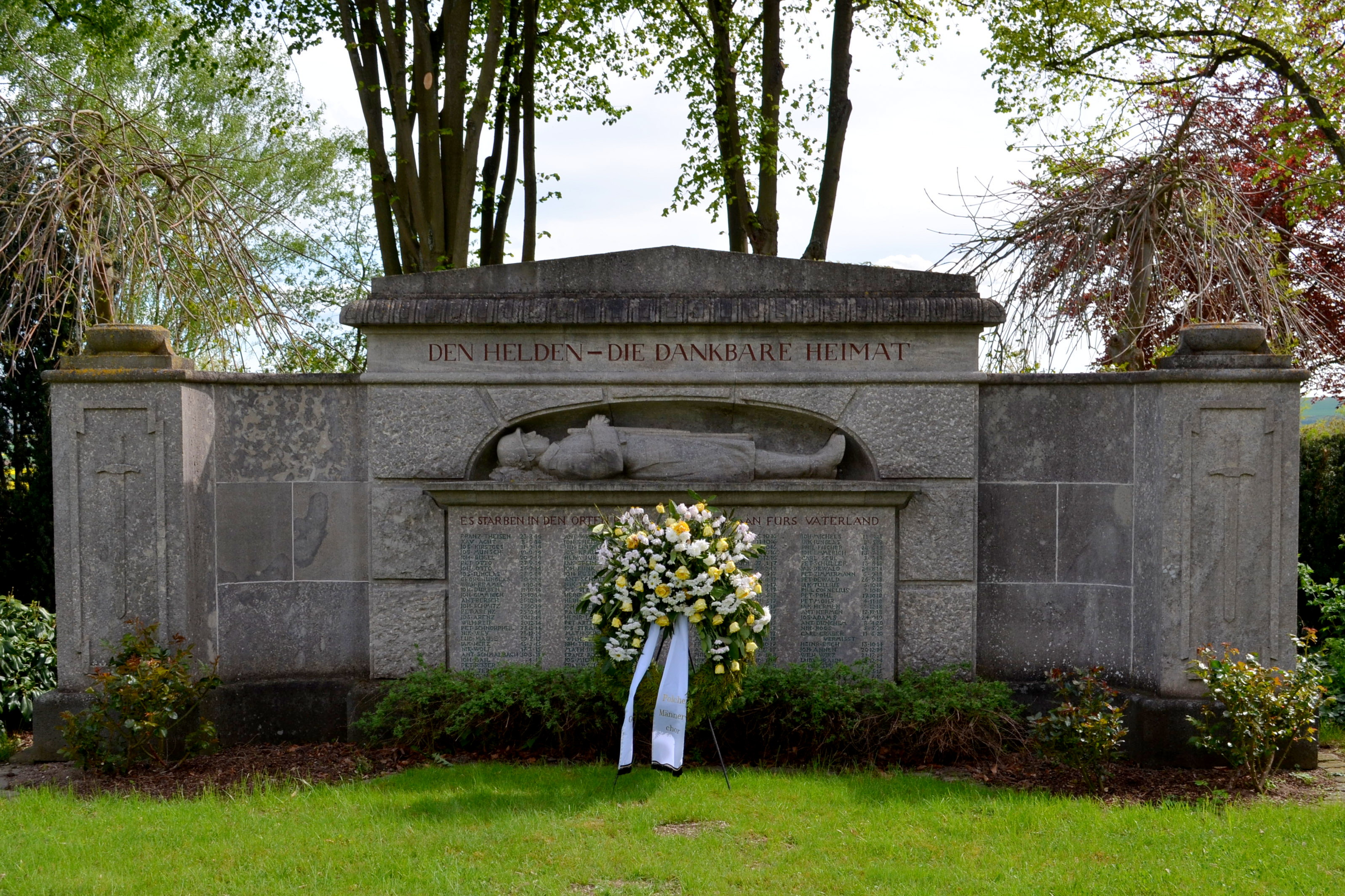
Oorlogsmonument op het kerkhof

Het ontstaan van de Sint-Joriskerk wordt in de late 11e of vroege 12e eeuw gedateerd. De kerk wordt voor het eerst met name in een oorkonde van 1275 genoemd. Tot in het midden van de 17e eeuw werd het terrein rond de kerk als kerkhof gebruikt, hiervan getuigen de nog vele bewaarde grafstenen uit die tijd. Omdat hier veel slachtoffers van de pest werden begraven, legde men in 1659 uit angst voor besmetting een nieuw kerkhof aan bij de Stefanuskerk. Pas in 1806, tijdens de Franse tijd, hervatte men het begraven van de doden op het kerkhof van de Sint-Joriskerk.  
Omstreeks 1690 en 1739 verkeerde de Sint-Joriskerk in slechte staat. Bij de renovaties werd de kerk in barokke stijl verbouwd en integreerde men romeinse spolia in de bouw. Voorbeelden hiervan zijn het graffragment boven het zuidelijk portaal en de buste van een romeinse godin aan de westelijke gevel. Ook werd tussen het koor en toren een sacristie aangebouwd, die echter in 1966 weer is afgebroken.  
De kerk werd in de 20e eeuw meerdere malen gerenoveerd, waarbij het barokke interieur grotendeels werd verwijderd. De barokke beelden, de kruiswegstaties en de schilderijen bevinden zich tegenwoordig in de 19e-eeuwse Stefanuskerk.

## Beschrijving
Aan de noordelijk muur van het koor is een gedrongen klokkentoren met een gebroken piramidedak aangebouwd. Op alle vier kanten van de toren zijn op de bovenste verdieping als galmgaten bifora aangebracht met daarover een driepasboog. 
De ingang aan de westelijke kant wordt omlijst door rechthoekige kalkstenen en dateert uit de barokke verbouwing. Daarboven bevinden zich een rondboogvenster en een oeil de boeuf. De buste in de top van de gevel stamt uit de Romeinse tijd en zou de godin Ceres moeten voorstellen.      
Ook het zuidelijke portaal werd rechthoekig uitgevoerd. Hier werd een Romeinse grafsteen verwerkt, waarop een Latijns inschrift en een reliëf van Genius te zien zijn. De nog goed leesbare tekst luidt: "C. (= Gaio) Attio Caro / et Iul(iae) Suausiae / uxori, At(t)io Paterno / At(t)iae Avianae fili(i)s" (vertaling: (grafsteen) voor Gaius Attius Carus en zijn echtgenote Iulia Suausia, (ook) voor hun kinderen Attius Paternus en Attia Aviana). 

## Interieur
De kerk werd gebouwd als drieschepige basiliek. De lage rondboogarcaden scheiden het hoofdschip van de beide zijschepen. Ze worden gedragen door massieve vierkante pijlers met eenvoudige imposten. De ovale ramen in de lichtbeuk werden tijdens de barokke verbouwing ingebracht.  
De zijschepen hebben een vlak plafond, het middenschip is daarentegen voorzien van een licht tongewelf. Tegelijk met het aanbrengen van 18e-eeuwse overdekking van de kerkruimte werd het eenvoudige barokke stucdecor aangebracht. Een barok versierde triomfboog opent zich naar het vierkante koor, dat een kruisgraatgewelf heeft. Het rijk versierde koorhek werd in de 17e eeuw gemaakt.  

## Kunstwerken
Het altaar met de heilige Joris als altaarbeeld stamt uit 1739. Het werd door Balthasar Eichhorn, de kamerheer van de Trierse aartsbisschop Franz Georg von Schönborn, geschonken die de toenmalige renovatiewerken inleidde. In de cartouche boven het beeld van Joris met de draak wordt een eekhoorn afgebeeld, het wapen van de schenker.
Het doopvont in het zuidelijke zijschip is van basalt en draagt het jaartal 1769. 
Aan de buitenmuur van het koor bevindt zich onder een afdak een houten crucifix uit de 18e eeuw.

## Overig
Aan de noordelijke kant van de kerk is een kruisweg in de muur van het kerkhof geïntegreerd. Op het kerkhof bevindt zich een monument ter nagedachtenis van de gevallenen in de Tweede Wereldoorlog. 